# Jacareí Atlético Clube
O Jacareí Atlético Clube é um clube brasileiro de futebol da cidade de Jacareí, interior do estado de São Paulo. Fundado em 27 de outubro de 1980, suas cores são preta, vermelha e branca. Foi campeão da Terceira Divisão (atual A-3) em 1988. Atualmente, está licenciado das disputadas do futebol profissional. A última disputa foi a Quarta Divisão (Série B) do Campeonato Paulista de 2014

## História
Com um passado que se destacou com participações significativas no Campeonato Paulista de Futebol das divisões de acesso com o Elvira, o futebol jacareiense não tinha um representante no futebol profissional no final da década de 1970 e início da de 80. Neste período, o futebol amador local foi a principal referência junto aos torcedores locais.
A iniciativa de fundar o Jacareí Atlético Clube surgiu em um programa de esportes da Rádio Clube Jacareí (atual Rádio Mensagem AM) em 1980. Alguns radialistas da emissora lançaram a ideia no ar e os primeiros ouvintes que telefonaram tornaram-se conselheiros do clube. O JAC começou a disputar competições profissionais em 1981, no Campeonato Paulista da Terceira Divisão (atual A-3).
Em 1982 realizou uma ótima campanha na Terceira Divisão estadual. Com jogadores experientes, como os zagueiros Marião e Gilberto (ex-Santos), o lateral Ademir e o centro-avante Valdir, a equipe fez bom papel no torneio, mas não conseguiu o acesso.
A principal fase vitoriosa do JAC aconteceu em 1988, quando conquistou o título do Campeonato Paulista da Terceira Divisão, ao derrotar o Olímpia Futebol Clube e o Capivariano Futebol Clube no triangular final. A equipe adquiriu o direito de disputar a Segunda Divisão (atual A-2), em 1989. A divisão daria acesso a elite do futebol paulista. Mas o clube não foi bem e acabou sendo rebaixado, retornando para a terceira divisão em 1990.
O clube foi gerido entre 2000 e 2005 pela Sports International, sob o comando do grego Stavros Papadopoulos. A empresa foi responsável pela construção do estádio que conta com o nome do ex-terceirizador.
Com a saída dos investidores e posterior falta de recursos, o estádio passou a ser administrado pela Prefeitura local.
Em 2007, o Tricolor do Vale fez uma parceria com a Academia Ptak, administrada por empresários poloneses, e disputou o Campeonato Paulista da Série B e a Copa São Paulo de Futebol Júnior. Em 2008, o Clube desfez a parceria e disputou o estadual com seus próprios recursos.
Os fracos desempenhos nos anos anteriores e a dificuldade em arcar com as despesas do time profissional levou a diretoria do JAC a terceirizar o departamento de futebol profissional em 2013. Parceria realizada com a empresa Conexão Esportes, de São Paulo possibilitou a disputa da Quarta Divisão estadual também em 2014.
Ainda em 2014, a Prefeitura de Jacareí interditou o estádio Stavros Papadopoulos após exigência do Ministério Público em realizar obras de adequação da estrutura para melhoria das condições de segurança do local, após incidente envolvendo as torcidas do São José e Guarani.
Com isso, o Jacareí mandou boa parte das partidas como mandante no estádio Joaquim de Morais Filho, em Taubaté.
O fato do estádio seguir interditado e a impossibilidade de realizar mais de três partidas como mandante fora da cidade-sede fez o Jacareí desistir da disputa do Campeonato Paulista de 2015 até o presente momento.
Em maio de 2016 é eleito novo presidente, que procura alternativas a fim de que o Clube volte a ativa profissionalmente. Após um ano de reformas estruturais do Estádio Municipal, ele foi reinaugurado em jogo festivo no último abril de 2018. Hoje o Clube encontra-se em parceria com a empresa GWS, emprestando seu nome às atividades empresarias de tal instituição.

## Títulos
| ESTADUAIS | ESTADUAIS                      | ESTADUAIS | ESTADUAIS  |
|           | Competição                     | Títulos   | Temporadas |
| --------- | ------------------------------ | --------- | ---------- |
|           | Campeonato Paulista – Série A3 | 1         | 1988       |
| TOTAL     |                                |           |            |
|           | Competição                     | Títulos   | Temporadas |
|           | Títulos oficiais               | 1         | 1 Estadual |

## Estatísticas

### Participações
| Competição | Competição         | Temporadas | Melhor campanha     | Anos                   | A | R |
| São Paulo  | Série A2           | 1          | 27º colocado (1989) | 1989                   | – | 1 |
| São Paulo  | Série A3           | 12         | Campeão (1988)      | 1981-1988 e 1990-1993  | 1 | – |
| São Paulo  | Segunda Divisão    | 11         | Sem dados           | 1995 e 2005-2014       | – | 1 |
| São Paulo  | Série B2 (extinta) | 6          | Sem dados           | 1994, 1996-1999 e 2004 | 1 | – |
| São Paulo  | Série B3 (extinta) | 3          | 3º colocado (2003)  | 2001-2003              | – |   |

## Presidentes
- 1980-1983 - Adilson Arice
- 1983-1985 - José Antero
- 1985-1986 - Ademir Néri
- 1986-1987 - José Maria Torres
- 1988- Ademir Néri
- 1989-1990 - Toninho Candia
- 1991-1992 - Luiz Lencioni
- 1993-1994 - André Sanches Neto
- 1995-1996 - Angelo de Paula Ananias
- 1997-1998 - Itamar Alves de Oliveira
- 1999-2000 - Luiz de Oliveira Filho
- 2001-2006 - Luis Antonio de Carvalho
- 2007-2008 - Pedro Humberto Barbosa Murta
- 2009 - Benedito Pereira Ávila
- 2011-2015 - Iedson Pereira
- 2016-atual - Flávio Carlotto